# Miniargiolestes minimus
Miniargiolestes minimus – jedyny znany gatunek monotypowego rodzaju Miniargiolestes należącego do rodziny Argiolestidae.
Niewielkie, czarne lub metalicznie zielone z białymi znakami ważki o skrzydłach z nasadową komórką analną prawie tak długą jak komórka dyskoidalna. Samce mają zgrubiałe u nasady przydatki analne. Larwy odznaczają się długimi, liściowatymi skrzelotchawkami, zwieńczonymi wyrostkiem końcowym, a ich głaszczki są trójzębne.
Ważka ta jest endemitem południowo-zachodniej Australii, gdzie rozmnaża się w strumieniach i rzekach.